# ليبيش بي.13إيه
ليبيش بي.13إيه هي طائرة اعتراضية صممها عالم الطيران الكسندر ليبسش في أواخر عام 1944، مزودة بمحرك نفاث تضاغطي وجناح دلتا. يعتبر المحرك النفاث التضاغطي أبسط أنواع المحركات والمحرك النفاث الوحيد الذي لا يحوي اجزاء متحركة، الا مضحة الوقود التي يمكن ان تكون توربينية، لتبسيط المحرك أكثر اقترح الكساندر استخدام وقود صلب يتم اشعاله بمشاعل تعمل بالغاز لالغاء المضخة المتحركة، له عيبان يجب ان يدركهما المصمم، لايعمل المحرك بكفائته في سرعات اقل من الصوت، المحرك يستهلك وقود باستمرار لانه يوفر دفع مستمر. الطائرة لم يكتمل العمل عليها لظروف الحرب، ما عثر عليه من مواد وتصميمات ونسخ اولية تم شحنة إلى الولايات المتحدة لدراسته في ناسا.